# Handelshögskoleföreningen

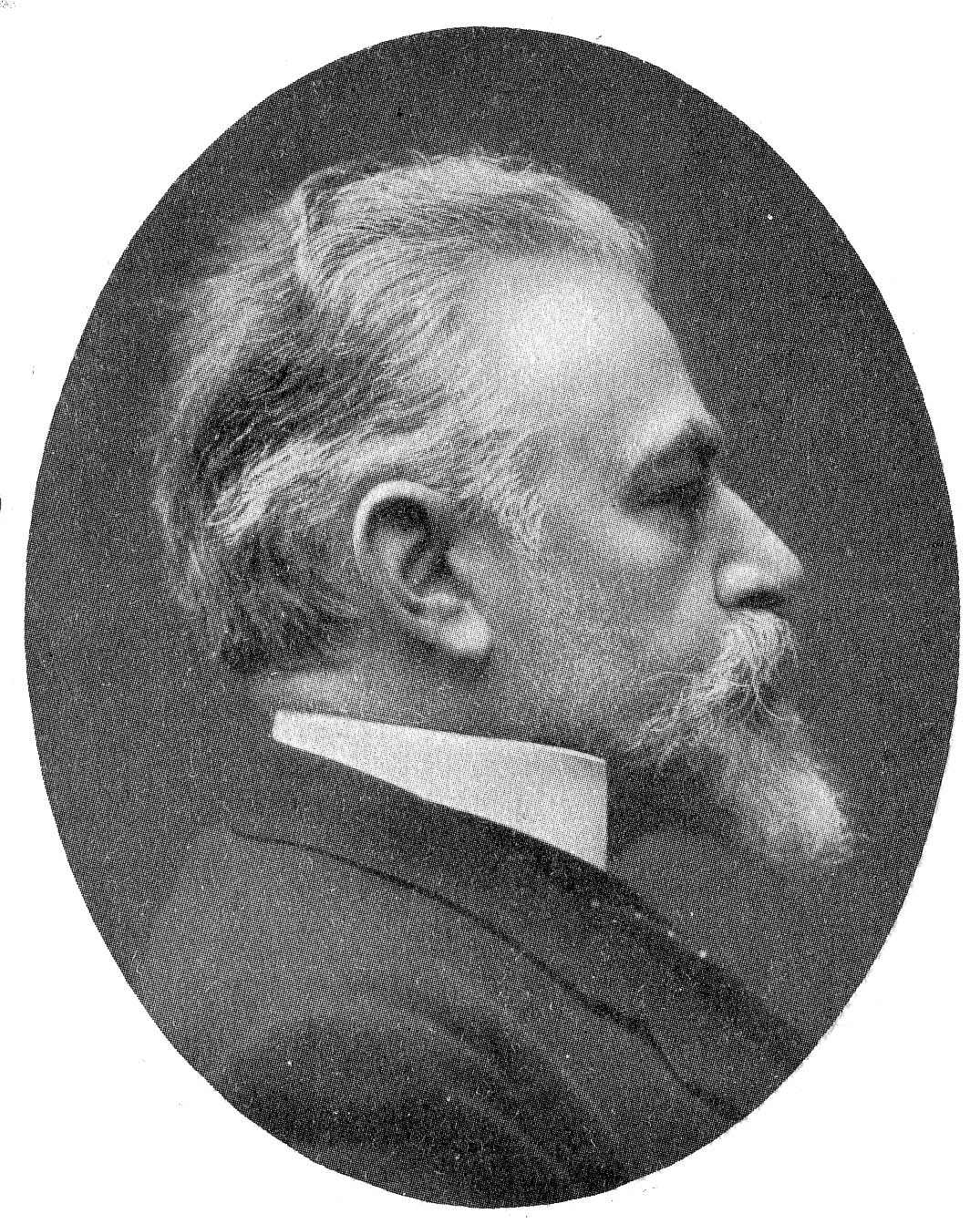
Knut Agathon Wallenberg (1853–1938). Fotografi från cirka 1915

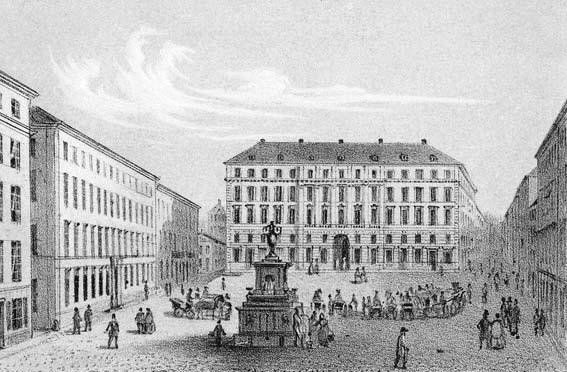
Åren 1909–1928 låg Handelshögskolan i Stockholm i byggnaden Brunkebergs hotell vid Brunkebergstorg 2 i stadsdelen Norrmalm i Stockholm. På dess plats ligger idag Sveriges riksbank

Handelshögskoleföreningen (engelska: Stockholm School of Economics Association) är en ideell förening grundad 1906 och med säte i Stockholm, Sverige. Handelshögskoleföreningen grundades med syfte att starta en handelshögskola och har som ändamål att upprätthålla och utveckla Handelshögskolan i Stockholm. Handelshögskoleföreningen tillsätter majoriteten av Handelshögskolan i Stockholms styrelse. Föreningens ordförande är Claes Dahlbäck, vice ordförande är Carl-Johan Bonnier.

## Historik
Bankdirektör Knut Agathon Wallenberg donerade år 1903 en stor summa pengar för grundandet av en högre akademisk institution med inriktning mot handel och ekonomi, i Stockholm. Handelshögskoleföreningen grundades år 1906, och dess uppgift var att utreda möjligheterna till inrättande av en handelshögskola i Stockholm. Medlemmarna var företrädesvis framstående affärsmän och företagsledare. Dessa förutsattes ta aktiv del i utvecklingen av högskolan och bidra till verksamhetens finansiering.
Anledningen till projektet var att Sveriges ekonomi växte snabbt åren runt sekelskiftet 1900. Sveriges ekonomi hade tidigare främst varit inriktad mot råvaruexport, av företrädesvis trä och olika malmer, men flera stora vetenskapliga upptäckter hade gjorts under 1800-talets sista decennier, och dessa upptäckter kom att bli grunden för ett flertal framgångsrika företag inom tillverknings- och verkstadsindustrierna, bland annat SKF, Electrolux och LM Ericsson. De nya företagen behövde kvalificerade företagsledare och administratörer, med akademisk examen i ekonomi och handel, för att bygga upp företagens växande svenska och internationella organisationer. Vid sekelskiftet 1900 fanns det ännu ingen akademisk ekonomutbildning i Norden. Många av de etablerade universiteten betraktade inte handel och ekonomi som akademiska ämnen och ville inte etablera institutioner med sådan inriktning. Lösningen blev att ett antal framstående affärsmän gick samman för att finansiera en från universiteten fristående handelshögskola. I takt med Handelshögskolan i Stockholms framgångar har sedan flera handelshögskolor grundats i Norden och motståndet inom universitetsvärlden mot ämnet ekonomi minskat. I dag har många universitet egna företagsekonomiska och nationalekonomiska institutioner. 

### Handelshögskoleresolutionen

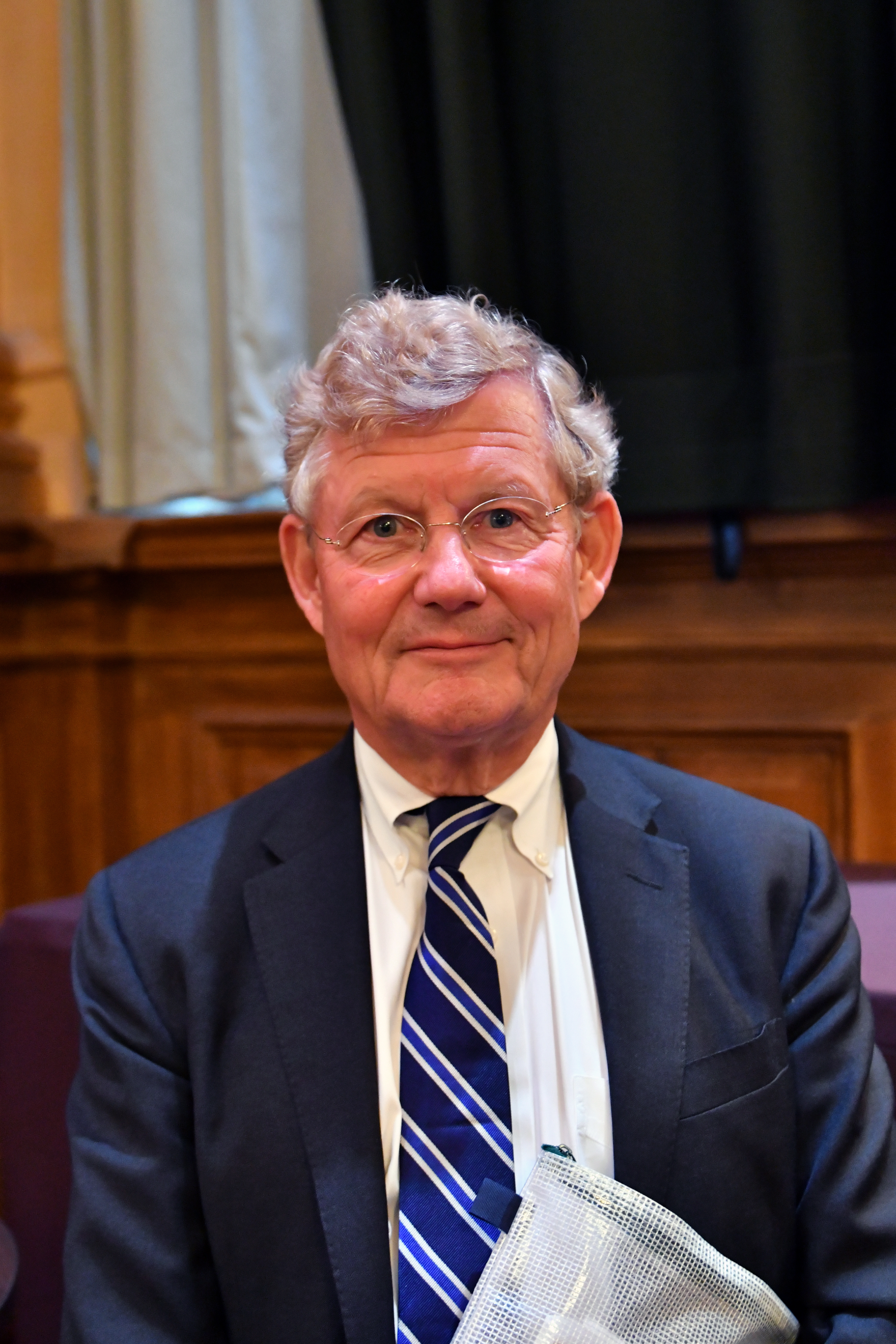
Jacob Wallenberg (född 1956)

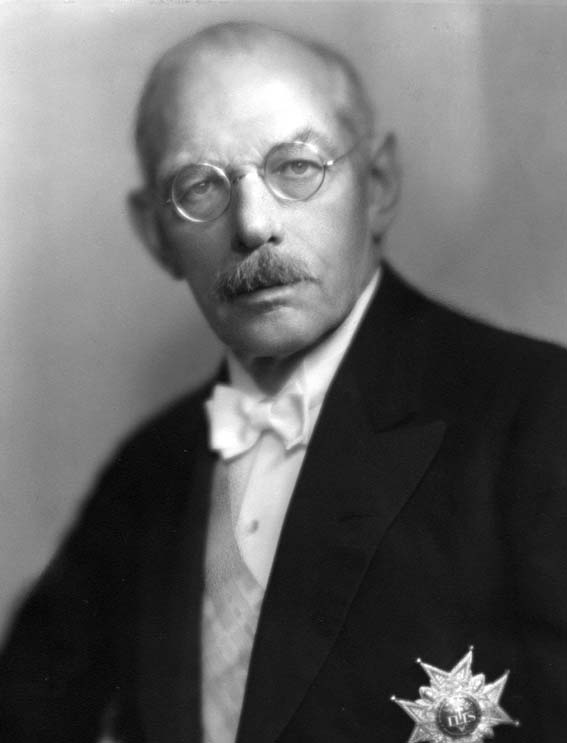
Marcus Wallenberg (1864–1943)

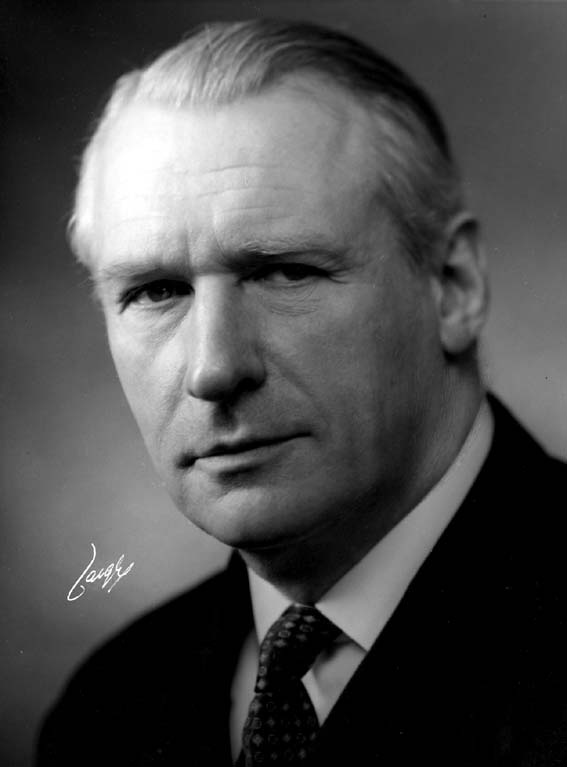
Jacob Wallenberg (1892–1980)

Handelshögskoleföreningen fattade beslut 1909 om att grunda en Handelshögskola i Stockholm "för att genom vetenskaplig undervisning och forskning befrämja affärsverksamhetens höjande inom landet.". 
Innehållet i den ursprungliga resolution som föreningen antog om handelshögskolans grundande 1909, i vilken det bland annat stipuleras att "Handelshögskolans direktion består af fem ledamöter [...] förordnade af Kungl. Maj:t för den tid, som af Kungl. Maj:t bestämmes" och att kungen måste tillfrågas vid tillsättande av professor, har under åren ändrats för att bättre passa samtidens krav.

## Styrelse
Handelshögskoleföreningens styrelse som består av åtta ledamöter och en sekreterare.

### Nuvarande ledamöter
- Jacob Wallenberg, ordförande
- Carl-Johan Bonnier, vice ordförande
- Ulla Litzén, skattmästare
- Gunnar Brock
- Sven Nyman
- Per-Olof Söderberg

### Nuvarande sekreterare
- Ulf Thornander

### Tidigare ordförande
- Kunt Agathon Wallenberg, 1906–1938
- Marcus Wallenberg, 1938–1943
- Jacob Wallenberg, 1943–1968
- Ragnar Söderberg, 1968–1974
- Lars-Erik Thunholm, 1974–1982
- Hans Stahle, 1983–1989
- Peter Wallenberg, 1989–2001
- Claes Dahlbäck, 2001–2016